# Джан Галеаццо Вісконті
Джан Галеаццо Вісконті (італ. Gian Galeazzo Visconti; 1351 — 3 вересня 1402) — сеньйор Мілану, 1-й герцог Мілану у 1395—1402 роках.

## Біографія

### Сеньйор Павії
Походив з династії Вісконті. Син Галеаццо II Вісконті, сеньйора-співволодаря Мілану, та Б'янки Савойської.
У 1360 році батько влаштував його шлюб з донькою Іоанна II, короля Франції. При цьому як посаг Джан Галеаццо отримав графство Вертю в Шампані й прийняв титул графа.
З 1375 року з огляду на слабке здоров'я Галеаццо II став залучати Джана Галеаццо до управління своєю частиною міланських володінь. У 1378 році Галеаццо II помер, і Джан Галеаццо, наслідуючи йому, став співправителем свого дядька Бернабо Вісконті.
Щоб прив'язати Джан Галеаццо, Бернабо 1380 року видав за нього заміж свою дочку (на той час Ізабелла вже померла) і дав за неї величезний посаг. На деякий час Джан Галеаццо вимушений був поступитися впливом Бернабо в Ломбардії. Проте незабаром розпочав проти дядька інтриги. Намагаючись приспати пильність Бернабо, Джан Галеаццо вдавав, що зовсім не займається політикою, в той же час готував змову.
У травні 1385 року Джан Галеаццо сповістив батькового брата, що з невеликою свитою прямує на чергову прощу, і що, проїжджаючи повз Мілана, хотів би привітати його. Нічого не підозрюючи, Бернабо з двома старшими синами, не озброєний і без почту, виїхав за ворота, щоб вітати небожа, але за наказом Джан Галеаццо його було схоплено і ув'язнено у фортецю. Населення міста вітало свого нового володаря Джан Галеаццо. Наступного дня на зборах Рада дев'ятисот ухвалила рішення передати Джан Галеаццо всю повноту влади в Мілані.

### Одноосібний володар Мілану
Спочатку намагався скористатися ненавистю населення до Бернабо і підтримкою міланців, Джан Галеаццо провів процес над Бернабо, якого бул звинувачено у вбивствах, тортурах, підступах і розпусті. Позбавленого будь-якої допомоги Бернабо було переведено до фортеці Треццо, де за наказом Джан Галеаццо у грудні того ж року отруєно. Водночас сини Бернабо зуміли втекти й готували змови проти нового сеньйора Мілану.
Через місяць після заколоту Джан Галеаццо повернувся до Павії, звідки почав енергійно і рішуче керувати державою. Його політика була спрямована до однієї мети — до об'єднання Північної і Середньої Італії і створення з розрізнених володінь з місцевим правом і привілеями єдиної держави з єдиним законом, правом, єдиної фінансової і військової системою. З незалежного міста-комуни Мілан перетворився в столицю держави, адміністрація якого повністю підпорядковувалася сеньйору.
Спершу правитель Мілану рушив проти держави Скалігерів. 1387 році захопив в останніх міста Верону і Віченцу. В 1388 році розпочав війну з родиною Карраре, сеньйорами Падуї. Спочатку Джан Галеаццо вдалося захопити це місто, але у 1390 року втратив Падую й 1391 року вимушений був укласти мирний договір. Водночас запроторив до в'язниці свого двоюрідного брата Карло Вісконті. Це викликало невдоволення швагра останнього Жана III, графа Арманьяка, який на чолі 20 тис. найманого війська вдерся до Ломбардії. Джан Галеаццо вдалося підкупити частину капітанів супротивників, але Арманьяк їх переміг. Зрештою війська Вісконті у липні 1391 року завдали поразки ворогові у битві при Алессандрії.
У 1393 році захопив П'янченцу. Разом з військовими походами продовжив традицію батька з наповнення бібліотеки в Павії (на це витратив 300 тис. флоринів) та залучення письменників й митців до Мілану і Павії. Водночас фінансова і податкова реформа сприяла збільшенню скарбниці Джан Галеаццо до 1,5 млн флоринів. У 1394 році придушив заколот впливової родини Пустерла, після чого знищив численні замку ворожих феодалів. зміцнивши владу в Ломбардії, Джан Галеаццо вирішив отримати легальний статус своєї монархічної влади.

### Герцог

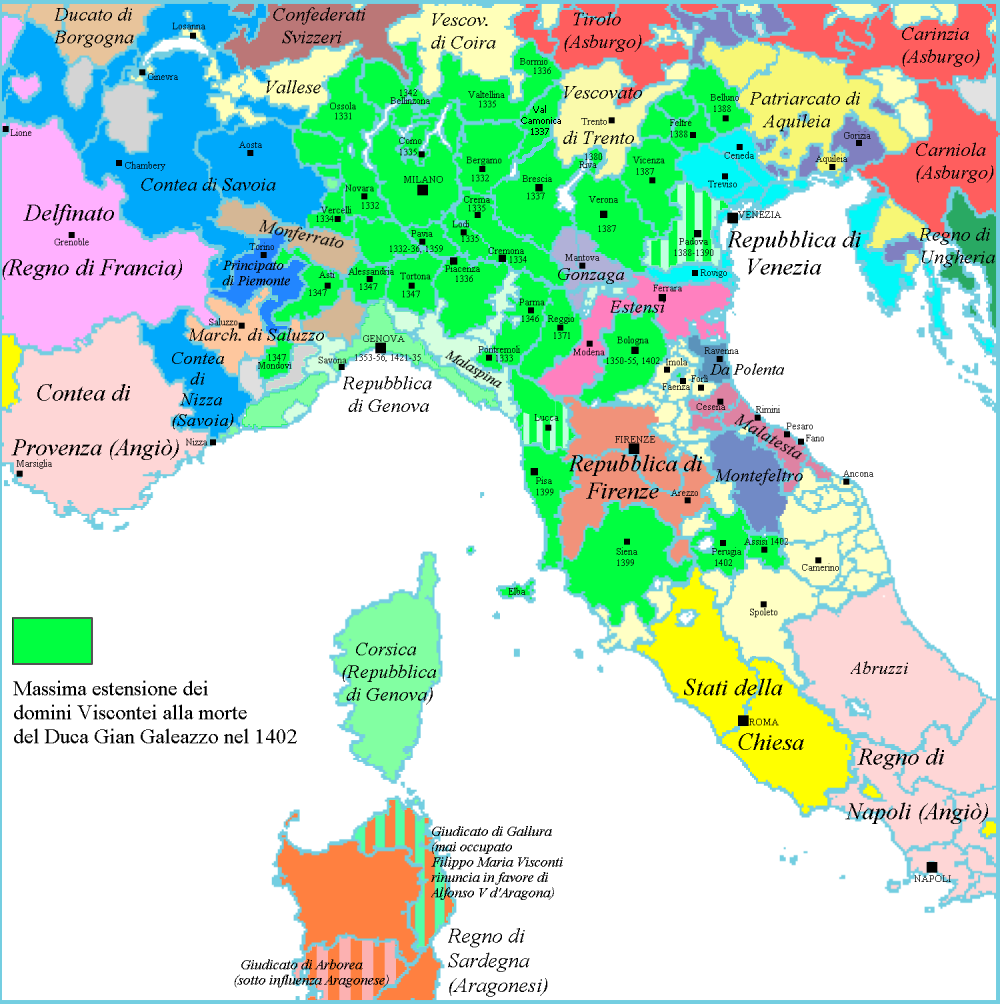
Володіння Джан Галеаццо на 1402 рік

В 1395 року Венцель Люксембург, імператор Священної Римської імперії, отримавши 100 тис. флоринів, надав Джан Галеаццо титул герцога Міланського, який став спадковим в роду Вісконті. Це був великий успіх, і Джан Галеаццо не пошкодував коштів для того, щоб всіляко його підкреслити. 5 вересня 1395 року на площі Сант-Амброджо в Мілані, в самому центрі міста, відбулася урочиста церемонія вручення знаків герцогської гідності імперськими уповноваженими, на якій були присутні представники всіх держав Італії. Таким чином, Джан Галеаццо з тирана і загарбника влади перетворився на законного государя, що має право виступати на рівних з правителями інших країн. Протягом 1399—1400 років його визнали сеньйором Пізи, Сієни та Перуджи. Зверхність Мілану також визнала Генуезька республіка. З підкоренням Пізи до володінь Джан Галеаццо увійшла північно-східна Сардиція (область Галлура).
Всередині своїх володінь новий титул дав йому право втручатися в справи на місцях. Тому для ефективного управління значними володіннями, якнайшвидше об'єднання в єдине ціле Джан Галеаццо 1400 року впровадив систему постійно діючих управлінь та відомст з торгівлі, бухгалтерського обліку, охорони здоров'я. У 1401 році до Ломбардії вдерся Рупрехт, король Німеччини, який не визнав титулу Джан Галеаццо, але той переміг ворога у битві при Брешії. Незабаром вдалося повністю підкорити Умбрію, Емілію та частину Романьї.
На перешкоді планів залишалися лише Болонія та Флорентійська республіка. Спочатку у битві при Касалеккіо було переможене болонське військо. Після цього герцог оточив Флорентійську державу з усіх боків. Майже усі тогочасні правителі були впевнені у близькій поразці флорентійської сеньйорії. Проте у вересні того ж року Джан Галеаццо Вісконті помер від чуми під час «Чорної смерті» в своєму замку Маріньяно. Над його гробницею в Павії художники і ремісники працювали майже 70 років. Владу успадкував старший син Джованні Марія Вісконті.

## Родина
1 Дружина — Ізабела, донька Іоанна II, короля Франції.
Діти:
- Аццо (1366—1381)
- Джан Галеаццо (1366—1376)
- Валентина (1371—1408), дружина Людовика Валуа, герцога Орлеанського
- Карло (помер при народженні)

2 Дружина — Катерина, донька Бернабо Вісконті, сеньйора Мілану.
Діти:
- Джованні Марія (1388—1412), 2-й герцог Мілану в 1402—1412 роках
- Філіпо Марія (1392—1447), 3-й герцог Мілану у 1412—1447 роках

1 Коханка — Агнеса Монегацца
Діти:
- Габріеле Марія (1385—1407), синьор Пізи, Сарцани і Кремони

2 Коханка
Діти:
- Антоніо (1389/1391-1414), сеньйор Маріньяно